# Megalognatha cyanipennis
Megalognatha cyanipennis es una especie de insecto coleóptero de la familia Chrysomelidae.
Fue descrita científicamente en 1902 por Julius Weise.